# 우시마주

우시마주의 문장

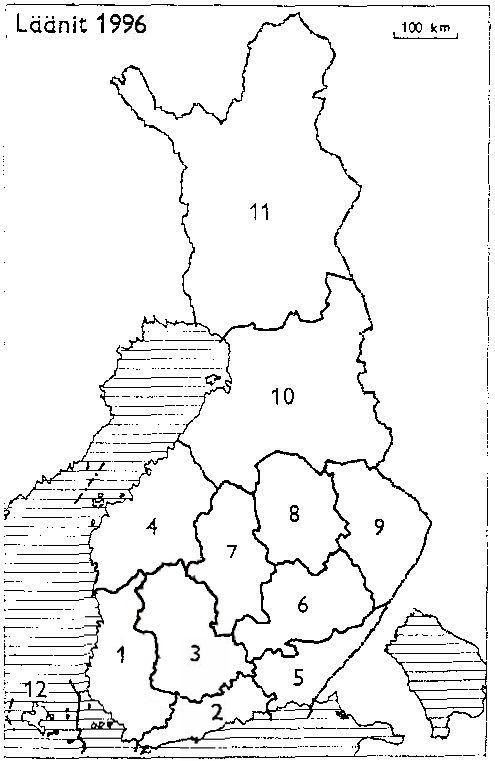
1996년 당시에 존재했던 핀란드의 주 지도 (2번이 우시마주)

우시마주(핀란드어: Uudenmaan lääni)는 과거 핀란드에 존재했던 주로 주도는 헬싱키이며 면적은 10,404km2(1993년 당시 면적), 인구는 1,277,932명(1993년 당시 인구), 인구 밀도는 122.8명/km2이었다. 스웨덴어로는 뉠란드주(스웨덴어: Nyland län)라고 부른다.
1831년 우시마 해메주가 우시마주와 해메주로 분리되면서 신설되었다. 러시아 제국의 핀란드 대공국 시대였던 1831년부터 1917년까지는 뉼란트현(러시아어: Нюландская губерния)이라고 불렀다. 1997년 행정 구역 개편 당시에 퀴미주, 해메주 남부와 함께 남핀란드주로 합병되면서 폐지되었다.